# Elwesia diplostigma
Elwesia diplostigma là một loài bướm đêm trong họ Noctuidae.